# Otto Sohn-Rethel

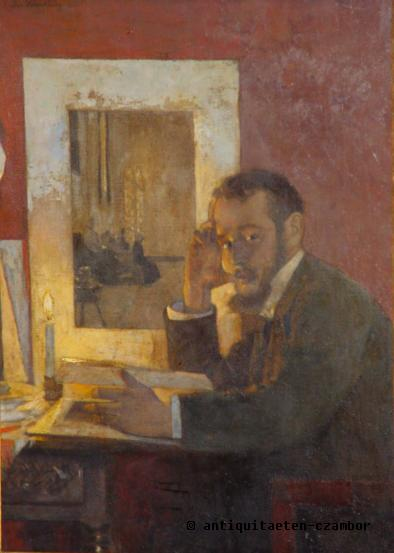
Otto Sohn-Rethel, gemalt um 1900 von Gustav Wendling

Otto Wilhelm Sohn-Rethel (* 18. Januar 1877 in Düsseldorf; † 7. Juni 1949 in  Anacapri) war ein deutscher Maler und Zeichner, Entomologe, Botaniker und Sammler.

## Leben

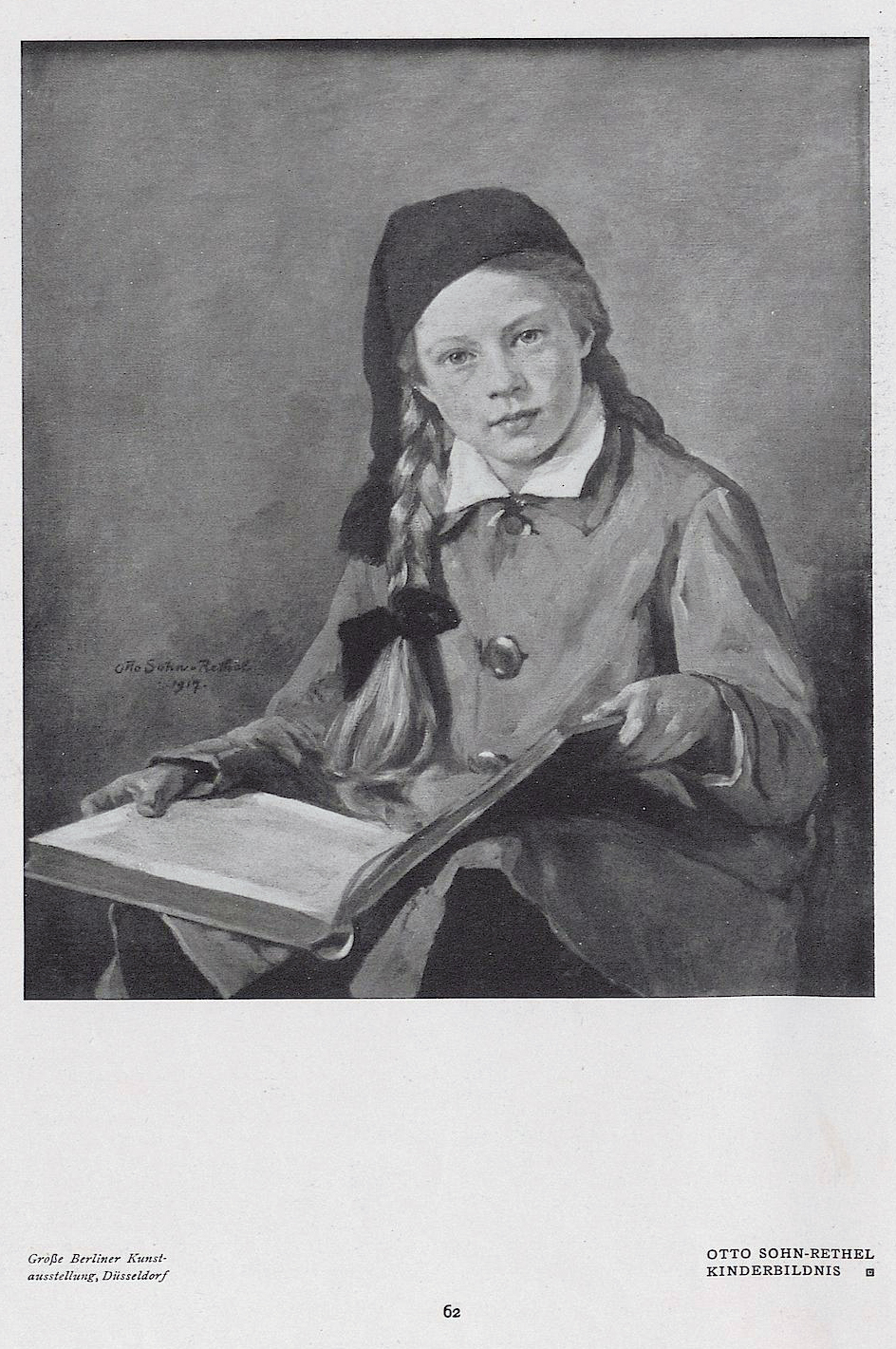
Kinderbildnis, Schwarz-Weiß-Illustration aus Die Kunst für Alle 1918/19

Otto Wilhelm Sohn-Rethel wurde geboren am 18. Januar 1877 in Düsseldorf als zweiter Sohn des Malers Karl Rudolf Sohn und der Malerin und Sängerin  Else Sohn-Rethel. Er erhielt die Vornamen „Otto Wilhelm“ nach seinen Großonkeln, den Malern Otto Rethel und Wilhelm Sohn.
Er und sein älterer Bruder Alfred Sohn-Rethel (1875–1958) waren oft in der Obhut der Großmutter Marie Rethel (1832–1895), der verwitweten Gattin des Historienmalers Alfred Rethel, mit Aufenthalten in Loschwitz im Sommerhaus seines Urgroßvaters August Grahl. Wo er irgend konnte, zeichnete und malte er. Er übte sich in Aquarell und Zeichnung mit Tierstudien aus dem Zoologischen Garten, ornamentalen Entwürfen und Karikaturen. Die Familie saß ihm Modell. Als er ungefähr 14 Jahre alt war, bat ihn sein Großonkel Adolf Stengel zu ihm nach Heidelberg zu kommen, wo er ein lebensgroßes Porträt von ihm machte.
Durch den Onkel Erich Hettner (1868–1933) angeregt, begann im Sommer 1883 Ottos Passion für Schmetterlinge. Er fing die Tiere, spannte sie auf und ordnete sie nach den Arten im Sinne des Sammlers. 1889 ausgerüstet mit Schmetterlingsnetzen entdeckte er im Horbistal, ein Nebental des Engelbergertals in der Schweiz, eine besonders seltene Art des Blutstropfen. Seine Sammlung bereicherte sich zusehends mit seltenen Stücken.
Trotz seiner naturwissenschaftlichen Begabungen sprach er den Wunsch aus, von der Schule an die Akademie der Künste zu kommen, welches ihm nach Vorlagen auch gelang. Dem Studium an der Düsseldorfer Kunstakademie, anfänglich 1890 in der Elementarklasse von Heinrich Lauenstein, ab 1891 in der Mittelklasse von Hugo Crola und der Ornamentik-Klasse von Adolf Schill, von 1892 bis 1893 in der Antiken- und Naturklasse von Peter Janssen der Ältere, folgte ein Studienaufenthalt an der Académie Julian in Paris. Von 1895 bis 1897 hielt Sohn-Rethel sich zeitweise in der Künstlerkolonie Worpswede auf. Dort war er befreundet mit Otto Modersohn, Hans am Ende, Fritz Overbeck und insbesondere mit Fritz Mackensen und Heinrich Vogeler, bei welchem er im Barkenhoff wohnte.
Mit Unterbrechungen lebte Sohn-Rethel ab 1901 in Holland. Einer der Wohnorte war Sint Anna ter Muiden, wo sich einige Künstler niedergelassen hatten, darunter unter anderen Paul Baum und Ernst Oppler. Hier entstand 1904 das Bild Holländische Bauern, welches im selben Jahr auf der Internationalen Kunstausstellung im Kunstpalast gezeigt wurde.
Er sammelte Schriften und Malereien aus Fernen Osten, China und dem Japanischen Kaiserreich und insbesondere Mogulmalerei und wurde Experte für indische Miniaturen.
Der Mythos Italiens zog ihn an, und um 1902 begab sich Otto Sohn-Rethel nach Rom, dann nach Frascati und schließlich 1905 nach Anacapri. Dort verbrachte er seine Zeit mit der Porträtmalerei im Auftrag und insbesondere mit Körperstudien von badenden, ringenden oder faulenzenden jungen nackten Männern, angeregt durch den jungen Giovanni Tessitore, der sein Schüler war. Wanderungen an den Hängen des Monte Solaro nutze er für Feldstudien und den Schmetterlingsfang. In Rom stand ihm ein Atelier in der Villa Strohl-Fern zur Verfügung. Weihnachten 1902 und Anfang 1903 verbrachte sein Freund Heinrich Vogeler auf seiner Italienreise in seinem Atelier im „Studio al Ponte“. Den Winter 1903/1904 überließ er das Studio Rainer Maria Rilke. Hier traf er auch alsbald seinen Bruder Karli Sohn-Rethel, der kurz zuvor seine Ausbildung beendet hatte, sowie seinen zukünftigen Schwager und Freund Werner Heuser, den Maler Karl Hofer und den Bildhauer Hermann Haller.
Im Januar 1906 wurde Otto Sohn-Rethel zum außerordentlichen (korrespondierend) Mitglied der Berliner Secession gewählt. 1908 schloss er sich mit sechs gleichgesinnten ehemaligen Schülern der Akademie, Julius Bretz, Max Clarenbach, August Deusser, Walter Ophey, Wilhelm Schmurr und seinem Bruder Alfred Sohn-Rethel, zusammen und organisierte die erste Sonderausstellung in der Düsseldorfer Kunsthalle. Otto Sohn-Rethel war, wie sein Vater Karl Rudolf Sohn und sein älterer Bruder Alfred Sohn-Rethel, Mitglied im Deutschen Künstlerbund. Er beteiligte sich bereits 1904 an dessen erster, von den Sezessionisten ermöglichten Ausstellung im Königlichen Kunstausstellungsgebäude am Königplatz in München, wo er mit zwei Pastellzeichnungen und einem Ölgemälde vertreten war.
1909 folgte die Gründung der Gruppe Sonderbund. 1919 wurde er Mitglied der Gruppe Das Junge Rheinland.

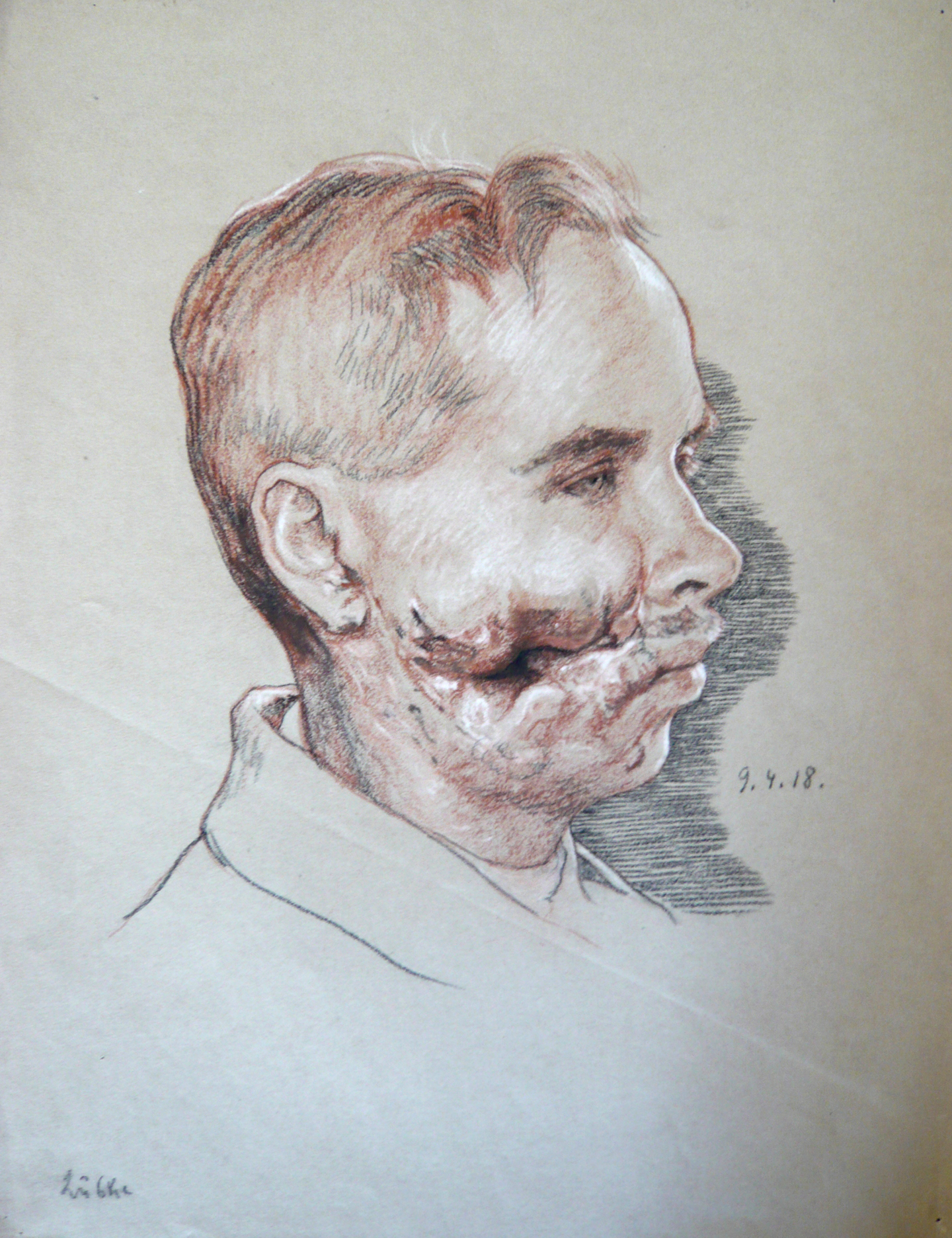
Lübke, Verwundung des Gesichts, 1918

Während des Ersten Weltkriegs, stationiert in Düsseldorf, malte Otto Sohn-Rethel alle Facetten kriegsverwundeter Soldaten, die aus dem Lazarett entlassen wurden. Auf jedem Bild wurden, neben einer genauen Beschreibung der Verletzungsart, die Daten des Verwundeten eingetragen.
Otto Sohn-Rethel ließ sich nun in Anacapri nieder. Zu Beginn des 20. Jahrhunderts war sein Haus, die Villa Lina, ein Zentrum für die Ausländergemeinde und Intellektuelle, ein Treffpunkt und Kontakthof der Düsseldorfer Kulturkreise, so wie auch der deutschen Avantgarde-Kunst. Auf der ersten Etage der Villa gab es eine Galerie für Ausstellungen von Künstlern auf der Durchreise. Eine Clique im Exil entstand, zu welcher auch Hans Paule, Walter Depas und der Maler Benjamin Vautier der Jüngere gehörten. Eine Ausnahme waren der Maler Raffaele Castello und die naive Malerin Rosina Viva, deren Bildsprache sich auf den Einfluss von Sohn-Rethel beziehen lassen und welche aus Capri stammten. Immer wieder kehrt er nach Düsseldorf zu seiner Familie und auch Rom zurück.
1943 registrierte er seine Villa Lina in Anacapri auf seinen ehemaligen capresischen Hausangestellten und Freund, um eine Beschlagnahme zu vermeiden. Nach Kriegsende verweigerte dieser die Zurückerstattung und verschärfte die Situation durch Unterschlagung einer Reihe von Gemälden, Zeichnungen und Teilen seiner Sammlungen. Otto wurde von seinem Freund Hans Berg (1886–1964), einem Industriellen aus Solingen-Ohligs, in dessen Villa aufgenommen, wo er 1949 starb. Er wurde auf dem Friedhof von Anacapri beerdigt.

## Werk

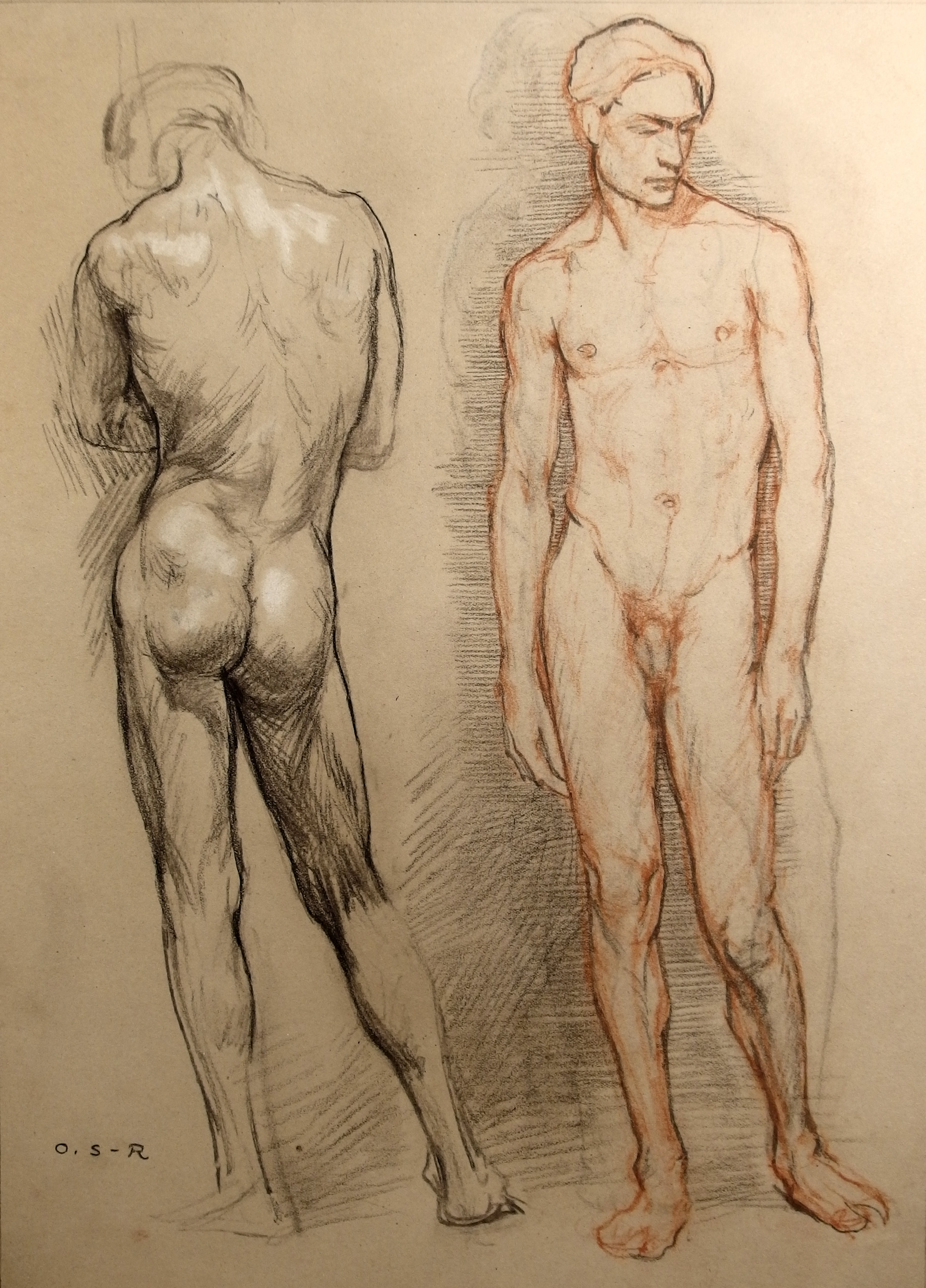
Otto Sohn-Rethel, Studie, Bleistift und Rötel auf Papier, ca. 1929

Neben dem Einfluss im Ursprung in der Düsseldorfer Schule und den Gemälden Hans von Marées, welche er in der Zoologische Station Neapel bewundert hatte, spiegelte sich der moderne Expressionismus durch Strecken von Zeichnungen in Bleistift oder Röteltechnik in seinen Arbeiten. Die Qualität seiner Malerei lag in der Erfassung dessen, was Matisse die „wesentliche Linie“ nannte, und dieses Merkmal zeigte sich besonders in den Studien. In seinen Zeichnungen zeigten sich die Linien der zentralen Figuren in den Schultern und Nacken, dies mit Lichtspiel auf die Rücken, während der Po und die Oberschenkel stärkere Fokussierung hatten. Die Gemälde sind nicht wirklich naturalistisch, sondern eine Phantasie-Anspielung, welche die Frische der Nacktheit zeigen.

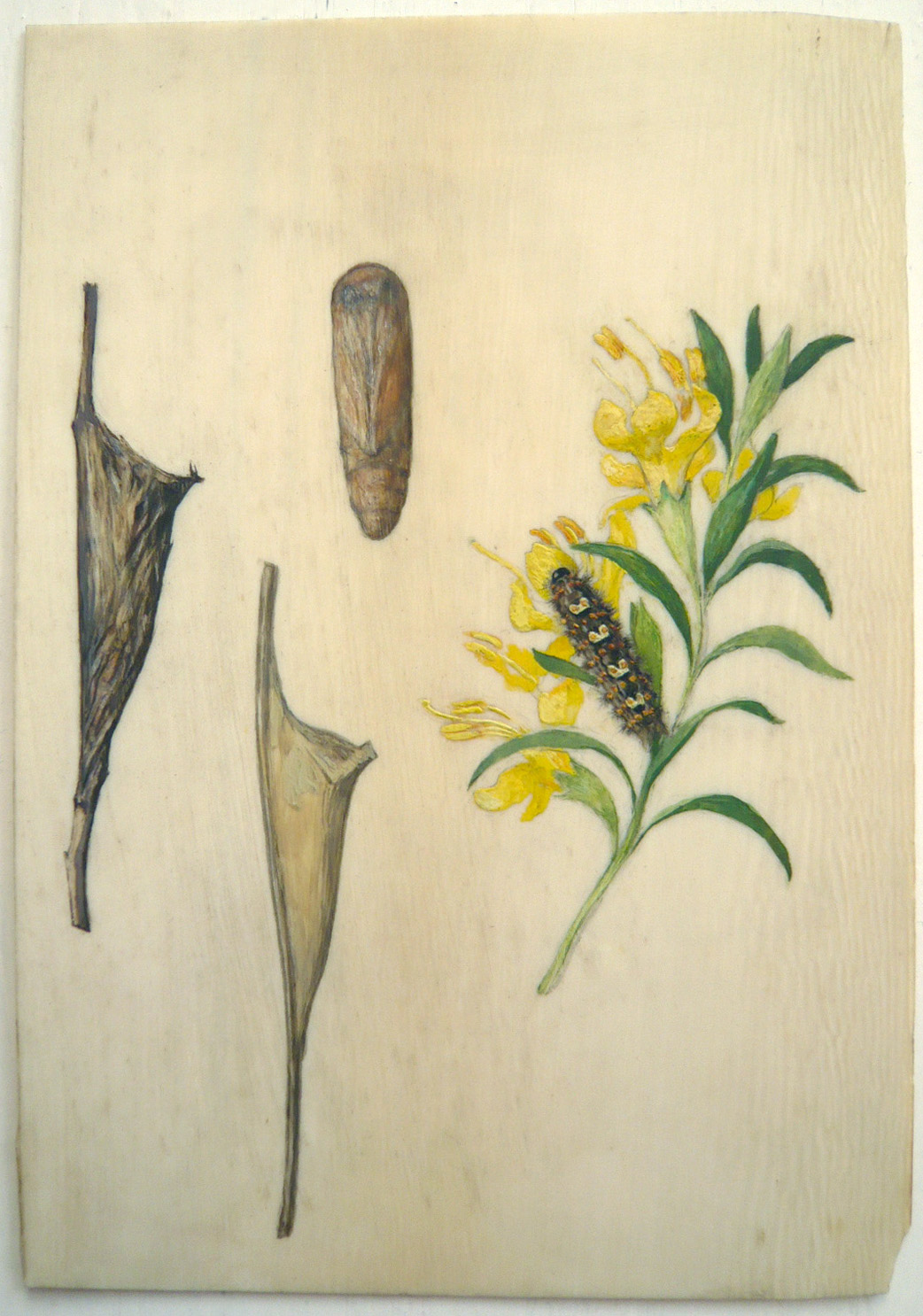
Otto Sohn-Rethel, Von der Raupe zum Falter, ca. 1910

Aber er war nicht nur ein Maler, sondern auch Sammler und Lepidopterologe. Eine Anzahl von Faltern wurde mit dem Bestimmungsnamen sohnretheli oder sohn-retheli benannt. In der Sammlung des Aquazoo – Löbbecke Museum befinden sich laut Kuratorin der Sammlung/Ausstellung Silke Stoll insgesamt 60 Belege von 18 verschiedenen Schmetterlingsarten die nachweislich von Otto Sohn-Rethel in Italien zwischen 1902 und 1912 gesammelt wurden. Diese wurden in der Sammlung eines anderen Sammlers integriert, was nicht ungewöhnlich, sondern gängige Praxis war und ist.

„Tapinostola sohn-retheli […] von Herrn Otto Sohn-Rethel, dem zu Ehren ich die Art benenne, Ende Juli etwa 1200 m hoch in den Abruzzen bei der Lampe gefangen, und zwar sowohl 1902 am Gran Sasso als auch 1906 an der Majella.“

In Italien nannte man ihn auch den Farfallaro von Anacapri, seine Familie Papillotto (von frz. Papillon für Schmetterling).